# Medwin Biteghé
Medwin Biteghé (ur. 1 września 1996 w Libreville) – gaboński piłkarz grający na pozycji defensywnego pomocnika. Od 2021 jest zawodnikiem klubu Al-Hilal Benghazi.

## Kariera klubowa
Swoją piłkarską karierę Biteghé rozpoczął w klubie CMS Libreville. W sezonie 2015/2016 zadebiutował w jego barwach w pierwszej lidze gabońskiej. W 2017 roku przeszedł do litewskiego Utenisu Uciana, w którym zadebiutował 16 sierpnia 2017 w przegranym 0:4 domowym meczu z FK Riteriai. W Utenisie grał do końca 2017 roku.
We wrześniu 2018 Biteghé został piłkarzem tunezyjskiego US Tataouine. Swój debiut w nim zaliczył 20 października 2018 w zremisowanym 1:1 domowym meczu z CA Bizertin. W US Tatouine występował przez rok.
W lipcu 2019 Biteghé przeszedł do saudyjskiego Al-Adalah FC. Swój debiut w nim zanotował 22 sierpnia 2019 w zremisowanym 1:1 wyjazdowym meczu z Al-Ahli Dżudda. W sezonie 2019/2020 spadł z Al-Adalah z Saudi Professional League do Saudi First Division League.
W październiku 2021 Biteghé został zawodnikiem libijskiego Al-Hilal Benghazi.
| Sezon   | Klub                 | Kraj             | Rozgrywki                     | Mecze | Gole |
| ------- | -------------------- | ---------------- | ----------------------------- | ----- | ---- |
| 2015/16 | Cercle Mbéri Sportif | Gabon            | Gabon Championnat National D1 | ?     | ?    |
| 2016/17 | Cercle Mbéri Sportif | Gabon            | Gabon Championnat National D1 | ?     | ?    |
| 2017    | Utenis Uciana        | Litwa            | A lyga                        | 8     | 0    |
| 2018/19 | US Tataouine         | Tunezja          | CLP-1                         | 22    | 1    |
| 2019/20 | Al-Adalah FC         | Arabia Saudyjska | Saudi Professional League     | 30    | 2    |
| 2020/21 | Al-Adalah FC         | Arabia Saudyjska | Saudi First Division League   | ?     | 0    |

## Kariera reprezentacyjna
W reprezentacji Gabonu Biteghé zadebiutował 11 listopada 2017 w zremisowanym 0:0 meczu eliminacji do MŚ 2018 z Mali, rozegranym we Franceville. W 2022 roku został powołany do kadry na Puchar Narodów Afryki 2021. Na tym turnieju nie rozegrał żadnego meczu.